# Barnoldby le Beck
Barnoldby le Beck is een civil parish in het bestuurlijke gebied North East Lincolnshire, in het Engelse graafschap Lincolnshire met 346 inwoners.